# Рябов, Иван Николаевич
Иван Николаевич Рябов (18 июля 1897, село Горицы, ныне Московской области, Россия — 2 июня 1984, Ялта, Украинская ССР) — советский растениевод; доктор сельскохозяйственных наук. Заслуженный деятель науки УССР (1962), лауреат Сталинской премии 2-й степени (1952).

## Биография
По происхождению русский. С 1923 года, по окончании Петровской сельскохозяйственной академии, работал в Крыму в Никитском ботаническом саду на должности заведующего отделом южных плодовых культур.
Во время войны всю оккупацию оставался в Крыму, продолжал работать в ботаническом саду.
Труды по вопросам интродукции и селекции плодовых культур. Вывел ряд сортов черешни, районированных на юге Украины и Молдавии. Среди выведенных им сортов черешни — Багратион, Выставочная, Генеральская, Янтарная, Никитская ранняя; персика — Антон Чехов, Златогор, Крымский, Кремлёвский, Подарок Крыму и др. В 1935 году И. М. Рябовым в Никитском ботаническом саду был получен межродовой гибрид яблони сорта Сара-синап и айвы обыкновенной.
Лауреат Сталинской премии 2-й степени (1952) за создание новых плодовых культур.

### Семья
Жена — Клавдия Фёдоровна Костина;
- дочь — Наталья[3].